# Stazione di Darmstadt Centrale
La stazione di Darmstadt Centrale (in tedesco Darmstadt Hbf) è la principale stazione ferroviaria della città tedesca di Darmstadt ed è stata inaugurata il 28 aprile 1912 insieme alla stazione di Darmstadt Sud e alla stazione di Darmstadt Nord.
Ha vinto il premio Bahnhof des Jahres nel 2010.